# Kute Lah Lane
Kute Lah Lane is een bestuurslaag in het regentschap Bener Meriah van de provincie Atjeh, Indonesië. Kute Lah Lane telt 100 inwoners (volkstelling 2010).